# Gingerdead Man vs. Evil Bong
The Gingerdead Man e Evil Bong é um filme americano de comédia de terror de 2013 produzido pela Full Moon Features, sobre uma batalha entre os personagens homônimos de duas outras séries, The Gingerdead Man e Evil Bong. No site Full Moon Features como streaming de vídeo, com lançamento mais amplo em 12 de novembro de 2013.

## Sinopse
O demoníaco serial killer Gingerdead Man está em uma ilha, sendo abalado por mulheres de topless. Ele planeja assassinar Sarah Leigh, e a cena muda para Larnell, que está administrando uma loja. Os flashbacks dos filmes anteriores do Evil Bong são exibidos. Larnell, em seguida, vai comprar um biscoito, e o filme muda para Sarah Leigh, fazendo o backing do filme The Gingerdead Man. Larnell entra na padaria do primeiro filme de Gingerdead Man e pergunta a Sarah Leigh se ela poderia visitar sua loja, e eles fazem exatamente isso. The Gingerdead Man mata duas pessoas que trabalham na padaria e procura por Sarah Leigh.
The Gingerdead Man rastreia a única sobrevivente de sua antiga fúria assassina, Sarah Leigh. Mas seus planos assassinos são frustrados quando Sarah conhece Larnell, que tem um problema próprio: o bong malévolo Eebee foi solto mais uma vez. Corpos começam a se acumular enquanto o homem Gingerdead esculpe um caminho de desordem. A única esperança para Sarah e Larnell é buscar ajuda do covarde Bong. O Gingerdead Man é visto no final do filme sentado em uma pedra, dizendo: "E agora é assim que o biscoito desmorona."

## Elenco
- Michael A. Shepperd como King Bong (voz).
- Bob Ramos como The Gingerdead Man (voz).
- Tokie Jazman como Rasta Brownie (voz).
- Victoria de Mare como Tart (voz).
- Philip Kreyche como Cream Puff (voz).
- Jacques Aime LaBite como Baguette (voz).
- Michelle Mais como Evil Bong / Eebee (voz).
- Robin Sydney como Sarah Leigh / Luann.
- Tian Wang como Turista asiático.
- John Patrick Jordan como Larnell.

## Recepção
JoBlo elogiou o trailer, escrevendo que era "hilariante terrível". Missoula Independent elogiou o filme por reunir duas das séries favoritas de Full Moon. O crítico foi perturbado pelas primeiras cenas do filme, mas afirmou que o filme melhorou à medida que progrediu..